# Haurkolot
Haurkolot is een bestuurslaag in het regentschap Indramayu van de provincie West-Java, Indonesië. Haurkolot telt 5756 inwoners (volkstelling 2010).